# 莫朗茲 (伊利諾伊州)
莫朗茲（英語：Moronts）是位於美國伊利諾伊州普特南縣的一個非建制地區。該地的面積和人口皆未知。

## 地理
莫朗茲的座標為41°17′10″N 89°17′40″W / 41.28611°N 89.29444°W，而該地的平均海拔高度為159米（即522英尺）。